# Sopoćani
Tu viện Sopoćani (tiếng Serbia: Манастир Сопоћани / Manastir Sopoćani, phát âm [sǒpotɕani]) là một tu viện do vua Stefan Uroš I của Serbia dâng cúng, được xây dựng 1259-1270. Tu viện này nằm ở gần đầu nguồn sông Raška trong khu vực của thành phố Stari Ras, trung tâm của Nhà nước Serbia thời Trung Cổ. Nó đã được UNESCO công nhận là Di sản thế giới từ năm 1979 cùng với Stari Ras

## Lịch sử
Nhà thờ của tu viện được xây dựng hoàn thành khoảng năm 1265 và được cung hiến cho Chúa Ba Ngôi. Việc trang trí bên trong nhà thờ diễn ra ngay sau đó. Tổng Giám mục Sava II, người trở thành lãnh đạo Giáo hội Chính thống Serbia vào năm 1263 có hình khắc ở bàn thờ.
Các tranh bích họa của nhà thờ Sopoćani được một số các chuyên gia về nghệ thuật Serbia thời trung cổ đánh giá là đẹp nhất trong thời kỳ này. Bức tường phía tây của gian giữa nhà thờ có bức tranh bích họa nổi tiếng Dormition of the Virgin (Cái chết của Đức Mẹ đồng trinh).
Trong thế kỷ thứ 16 các tu sĩ đã phải tạm dời khỏi tu viện nhiều lần vì sự đe dọa của Đế quốc Ottoman. Cuối cùng, trong một cuộc tấn công bất ngờ năm 1689, quân Thổ Nhĩ Kỳ Ottoman đã phóng hỏa đốt tu viện và lấy đi mái nhà thờ lợp bằng thiếc. Các tu sĩ chạy trốn sang Kosovo mang theo được vài thánh tích - và không trở lại Sopoćani. Tu viện bị bỏ hoang hơn 200 năm, mãi cho tới thế kỷ 20. Nhà thờ dần dần bị suy tàn: hầm mộ sụp xuống, nóc vòm rớt xuống và các tàn tích của các ngôi nhà chung quanh nằm dưới đống gạch vụn cùng đất cát.
Cuối cùng, trong thế kỷ 20, tu viện được tu bổ và ngày nay có một cộng đoàn tu sĩ ngày càng đông đảo. Sự kiện đa số các tranh bích họa của nhà thờ trong tu viện Sopoćani vẫn chói sáng đẹp đẽ - dù bị phơi bày ra ánh sáng ròng rã trên 2 thế kỷ - được nhiều người cho là một phép lạ thần thánh.

## Nơi an táng
- Vua Stefan Uroš I của Serbia
- Hoàng hậu Hélène d'Anjou
- Tổng Giám mục Joanikije I

## Hình ảnh

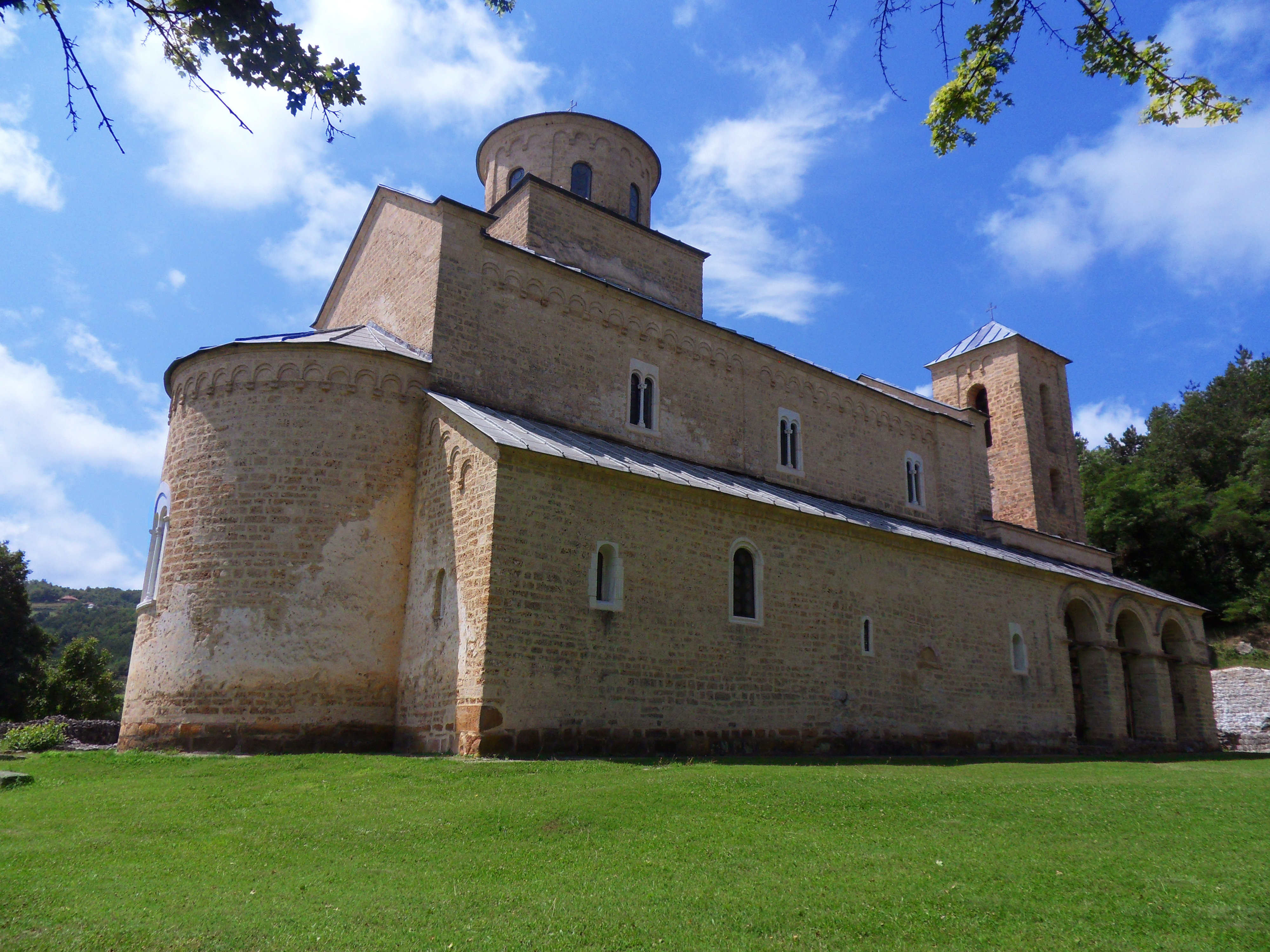
Tu viện
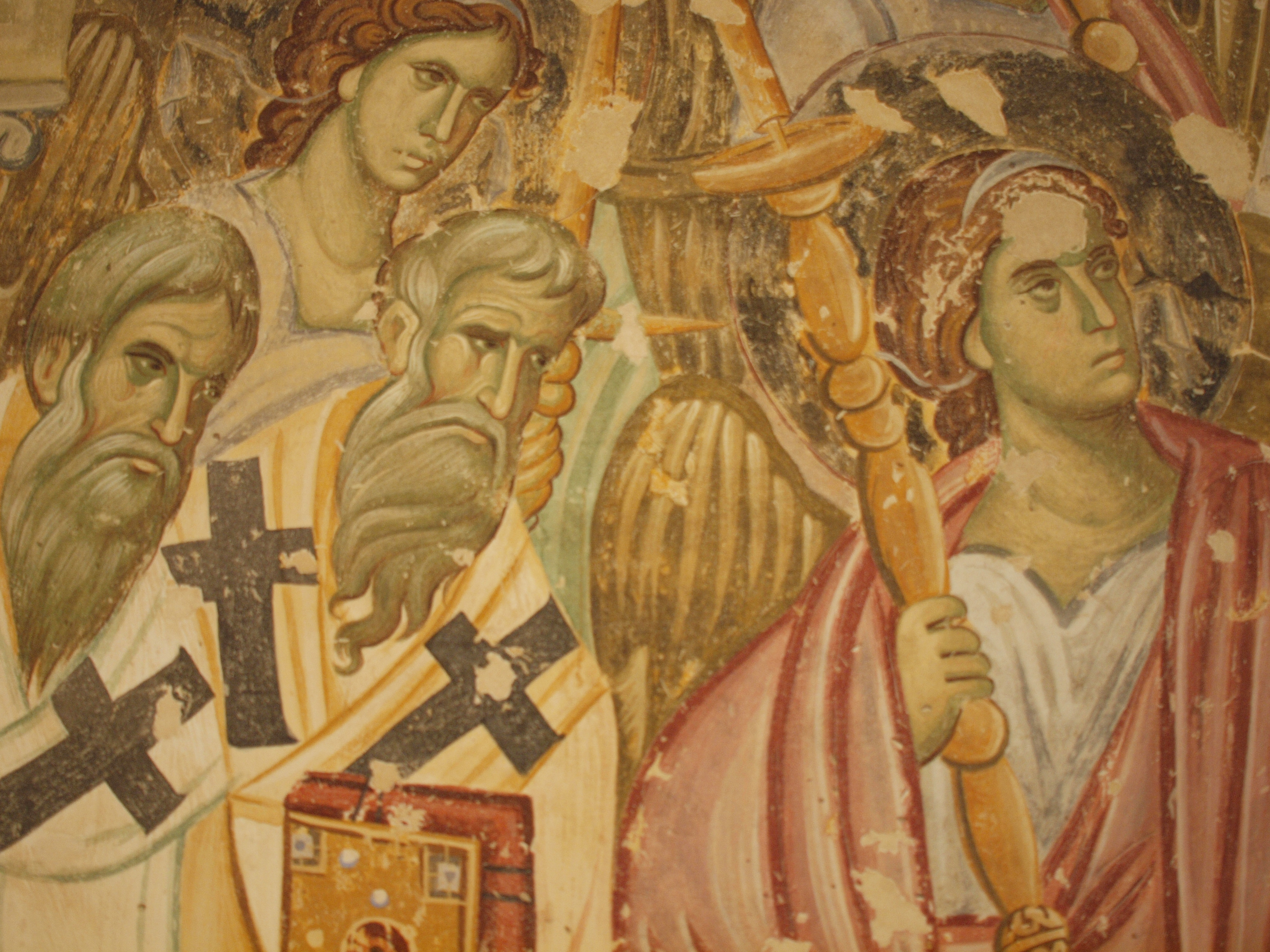
Chi tiết bức bích họa Đức Mẹ an giấc ở Sopoćani được vẽ từ năm 1265
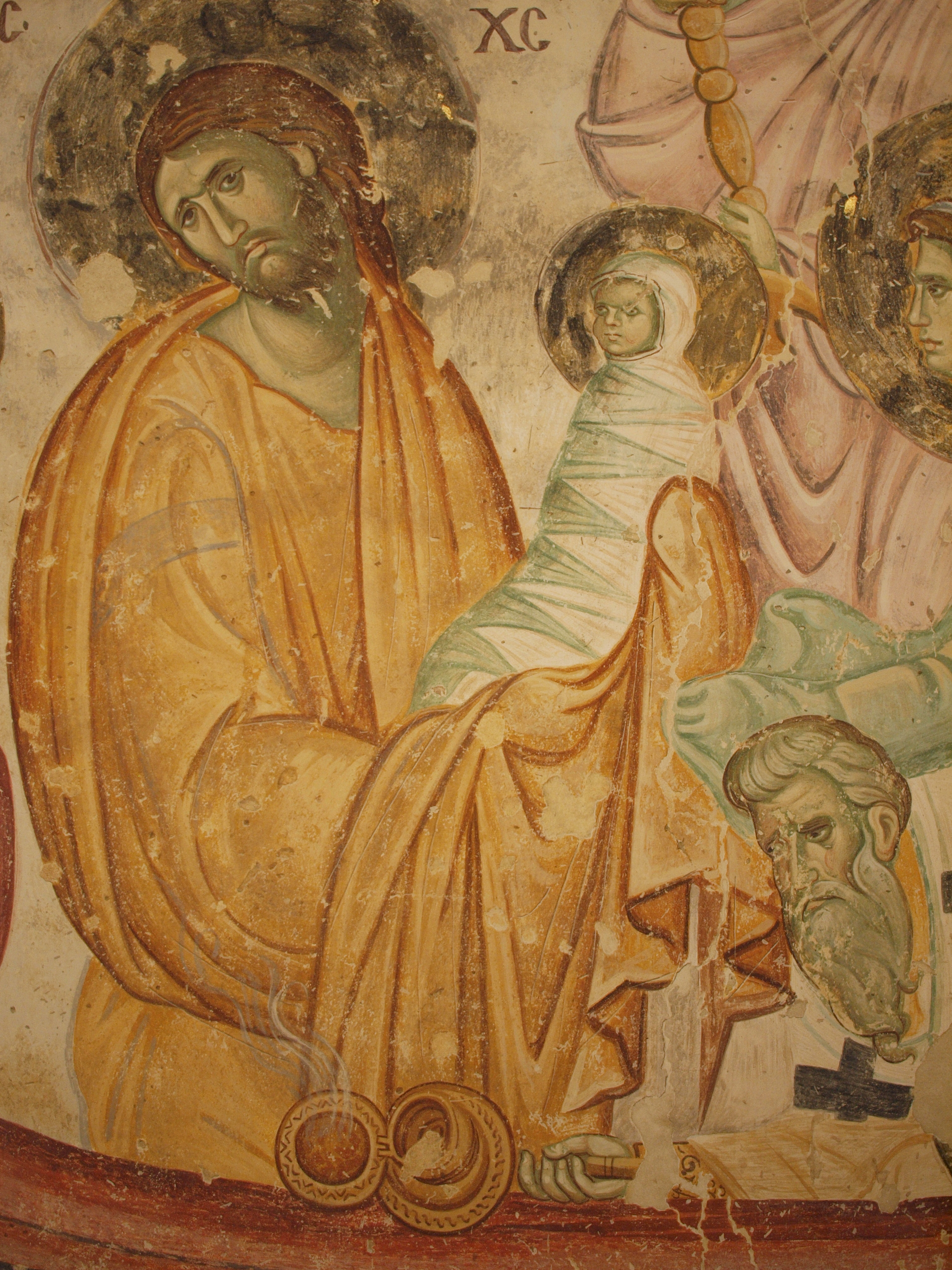
Chi tiết bức bích họa Đức Mẹ an giấc
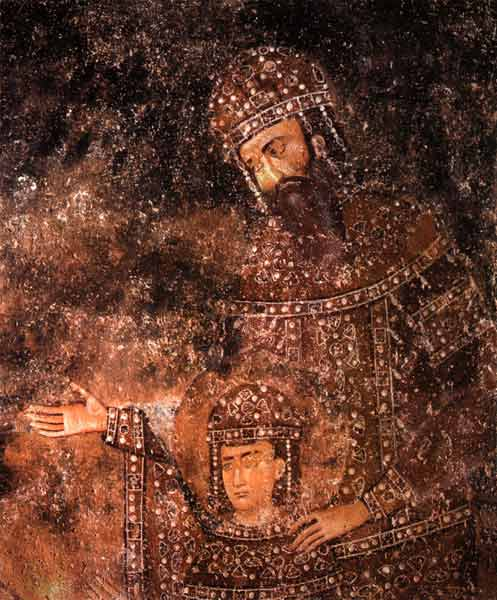
Stefan Uroš I với con trai Dragutin
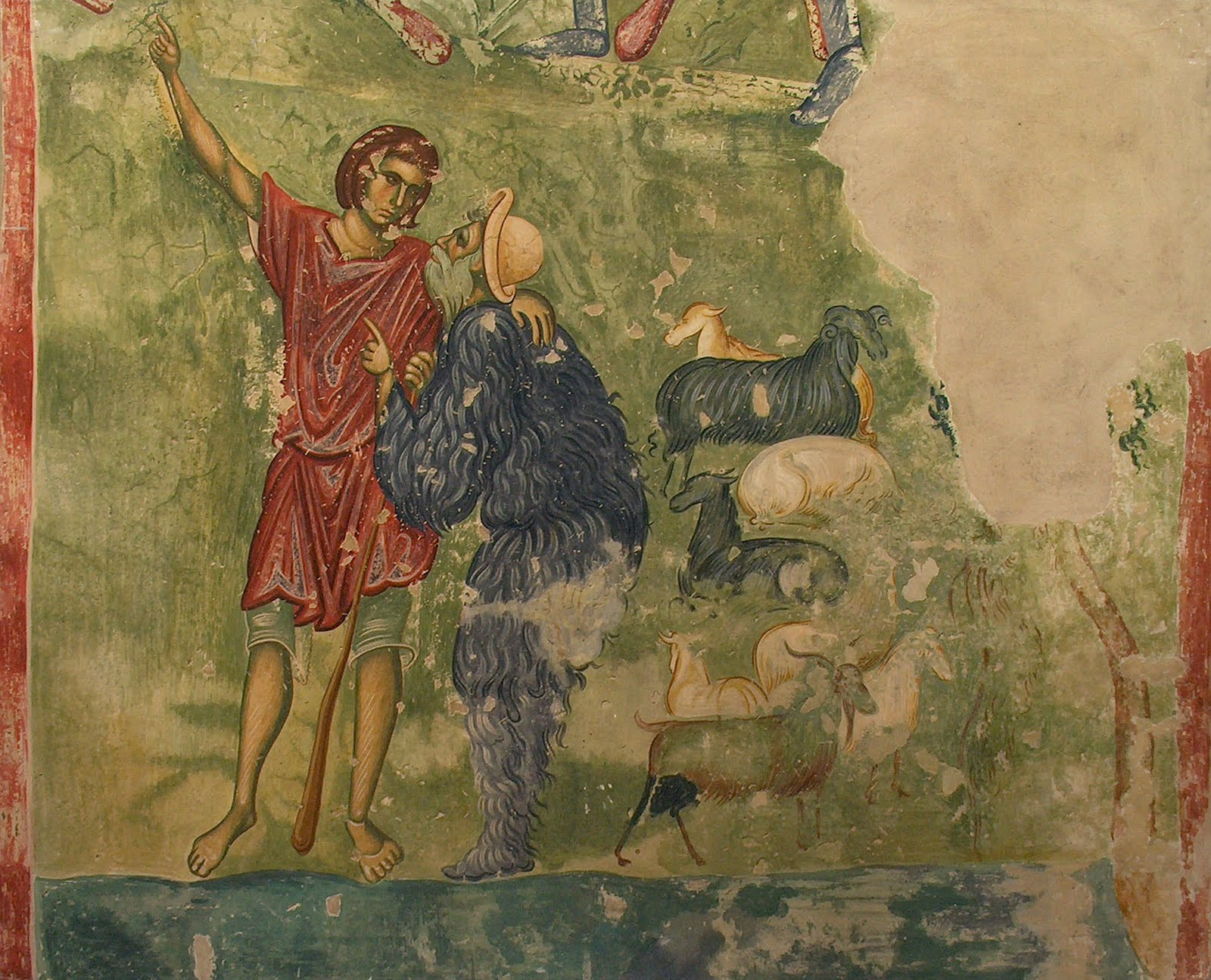
Người chăn cừu